# Юзеф Опацький
Юзеф Опацький (псевда Пруссія, Абат, Мохорт, Завіша, Снітч, пол. Józef Opacki; 30 січня 1902, м. Чортків, Австро-угорська імперія — 30 січня 1982, Сосновець, Польща) — польський освітянин, громадський діяч. Учитель молодших класів польської середньої школи в Чорткові, активіст Польської асоціації скаутів, голова Чортківського відділення туристичного та екскурсійного Подільського товариства, делегат польського уряду під час війни в Чортківському повіті.

## Життєпис
Юзеф Опацький народився 30 січня 1902 року в місті Чорткові Австро-Угорської імперії.
Будучи ще юнаком, воював за незалежність Польщі у складі добровольчих загонів Польської військової організації (1918—1920). Після припинення Першої світової війни закінчив школу і отримав атестат зрілости Чортківської державної класичної гімназії, що надавала можливість здобувати університетську освіту (1922).
Закінчив філософський та природничий факультети Львівського університету імені Яна Казимира (1926). Під час навчання цікавився туризмом та краєзнавством. Працював викладачем у чортківській гімназії імені Юліуша Словацького.

## Громадська діяльність
Керівник відділення Подільського туристично-краєзнавчого товариства.
З 1936 р. редактор краєзнавчого місячника Подільського туристично-краєзнавчого товариства «Факел Поділля» («Znicz Podola»).
Лідер місцевої харцерської організації.
У червні 1937 р. підписав акт про придбання в місцевої «Фундації імені Героніма Садовського» руїн чортківського замку Гольських. розпочалися роботи з відновлення замку й налагодження туристичних екскурсій. Упродовж року було відбудовано одну із замкових веж, відновлено 13 внутрішніх приміщень, в якій розмістилися офіс чортківського відділення туристичного товариства, туристичний притулок, фотомайстерня. Завдяки підтримці старости Чортківського повіту Єжи Мушинського, роботи в замку частково фінансувалися з повітового фонду. Частину робіт виконано волонтерами.
У 1939 р. діяльність туристично-краєзнавчого товариства припинено.
У роки більшовицької окупації створив конспіративну збройну групу «Польської організації боротьби з ворогом» (POWW). 
У липні 1941 р., після приходу нової окупаційної влади, його арештовує гестапо разом із багатьма представниками місцевої інтелігенції, котрі підозрювалися у нелояльності до окупантів. Упродовж тьох місяців перебував під слідством у чортківській тюрмі. У листопаді 1942 р., при спробі чергового арешту йому вдалося сховатися від гестапівців. Більш ніж півтора року, з 1942—1944 рр., аж до повернення Червоної армії, він провів у підпіллі, у суворій конспірації виконуючи функції представника лондонського уряду Польщі у Чортківському окрузі. Створив та редагував цілу низку підпільних друкованих видань, метою яких була агітація за відновлення незалежної Польської держави («Ogniwo», «Informator Podolski», «Ekspress Podolski», «Strażnica Kresowa»).
У 1944 р. залучався до діяльності радянської Надзвичайної державної комісії, котра у 1944 р. розслідувала злочини нацистів, зокрема обстежувала місця масових поховань жертв Голокосту на території Чорткова. Після приходу Червоної Армії брав участь у відновленні у Чорткові шкільної освіти, деякий час був директором середньої школи. У 1945 р. назавжди покинув родинне місто.
Решту свого життя провів у Польщі, у місті Гливицях, де очолював міський архів.

## Доробок
Автор туристичних путівників, що видавалися при Подільському туристично-краєзнавчому товаристві: по Чорткову та околицях, по Борщівському та Скалатському повітах («Przewodnik po Czortkowie i powiecie»; «Przewodnik po Czortkowie i okolicah», Czortkow (1931), Brzozów (1991), «Przewodnik po powiecie skałackim z ilustracjami» (1938); «Powiat borszczowski. Opisowy przewodnik krajoznawczy» (1936)).